# Landkreis Nordvorpommern
Der Landkreis Nordvorpommern war ein Landkreis, der im Zuge der Kreisgebietsreform 2011 vergrößert und wenige Tage später in Landkreis Vorpommern-Rügen umbenannt wurde.

## Geografie
Der Landkreis Nordvorpommern lag im Norden des Bundeslandes Mecklenburg-Vorpommern. Der Landkreis hatte im Norden eine lange Küste entlang der Ostsee. Nachbarkreise waren im Nordosten der Landkreis Rügen, im Osten der Landkreis Ostvorpommern, im Süden der Landkreis Demmin und der Landkreis Güstrow sowie im Westen der Landkreis Bad Doberan. Die kreisfreie Stadt Stralsund ragt von der Ostsee im Nordosten in das Kreisgebiet.
Wichtigste Flüsse in Nordvorpommern sind die Recknitz, die Trebel und die Barthe. Zum Kreisgebiet gehört auch die Halbinselkette Fischland-Darß-Zingst südlich der Ostsee, die ein bedeutendes Tourismusgebiet darstellt.

## Geschichte
Der Landkreis Nordvorpommern wurde 1994 aus den ehemaligen DDR-Kreisen Stralsund, Grimmen und Ribnitz-Damgarten gebildet. Die historische Grenze zwischen Pommern und Mecklenburg wurde außer Acht gelassen, indem der Kreis Ribnitz-Damgarten in einem kleinen Streifen westlich der Recknitz auch einige ehemals mecklenburgische Gemeinden umfasste.
Im Zuge einer Kreisgebietsreform im Jahr 2011 wurden die Landkreise Nordvorpommern, Rügen und die Hansestadt Stralsund Teile des neuen Landkreises Vorpommern-Rügen (Planungsname: Landkreis Nordvorpommern) mit Verwaltungssitz in Stralsund.

## Politik

### Kreistag
Der Kreistag des Landkreises Nordvorpommern bestand aus 53 Abgeordneten. Sitzverteilung der letzten und verkürzten Legislaturperiode:
| Partei           | 2004 1 | 2009 |
| ---------------- | ------ | ---- |
| CDU              | 27     | 25   |
| Die Linke        | 10     | 10   |
| SPD              | 7      | 7    |
| FDP              | 3      | 4    |
| Bündnis 90/Grüne | 1      | 1    |
| WG Bauernverband | 2      | 2    |
| WG Prohn         | 1      | 1    |
| WG Rettet Prerow | 1      | 0    |
| WG Wittenhagen   | 1      | 0    |
| FWG Niepars      | 0      | 1    |
| NPD              | 0      | 2    |

Der Landkreis (Wahlkreisnummer 57) besteht aus 165 Wahlbezirken mit 97.807 Wahlberechtigten. Zur Wahl gingen 46.411 die 6.064 ungültige und 128.970 gültige Stimmen abgaben. Dies entspricht einer Wahlbeteiligung von rund 47,5 % (alle Daten aus 2004).
Näheres zum Wahlverfahren und zu rechtlichen Bestimmungen: Kreistag (Mecklenburg-Vorpommern)

### Wappen
Das Wappen wurde am 3. Dezember 1997 durch das Innenministerium genehmigt und unter der Nr. 142 der Wappenrolle von Mecklenburg-Vorpommern registriert.
Blasonierung: „Gespalten von Blau und Gold; vorn ein nach links gewendeter goldener Greif mit ausgeschlagener roter Zunge und aufgeworfenen Schweif; hinten ein schwarzer Greif mit ausgeschlagener roter Zunge und aufgeworfenem Schweif, die beiden unteren Schwungfedern des Fluges silbern.“
Das Wappen wurde von dem Sagarder Gerhard Koggelmann gestaltet.

### Flagge
Die Flagge des Landkreises Nordvorpommern ist gleichmäßig quergestreift von Blau und Gold (Gelb), auf dem blauen Streifen liegt ein nach links gewendeter Greif mit ausgeschlagener roter Zunge und aufgeworfenem Schweif, auf dem goldenen (gelben) Streifen liegt ein schwarzer Greif mit ausgeschlagener roter Zunge und aufgeworfenem Schweif, die beiden unteren Schwungfedern des Fluges sind silber (weiß). Die Länge des Flaggentuches verhält sich zur Höhe wie 3:2.

## Städte und Gemeinden
(Einwohner am 31. Dezember 2010)
Amtsfreie Gemeinden
- 1. Grimmen, Stadt (10.399)
- 2. Marlow, Stadt (4770)
- 3. Süderholz [Sitz: Poggendorf] (4041)
- 4. Zingst (3163)

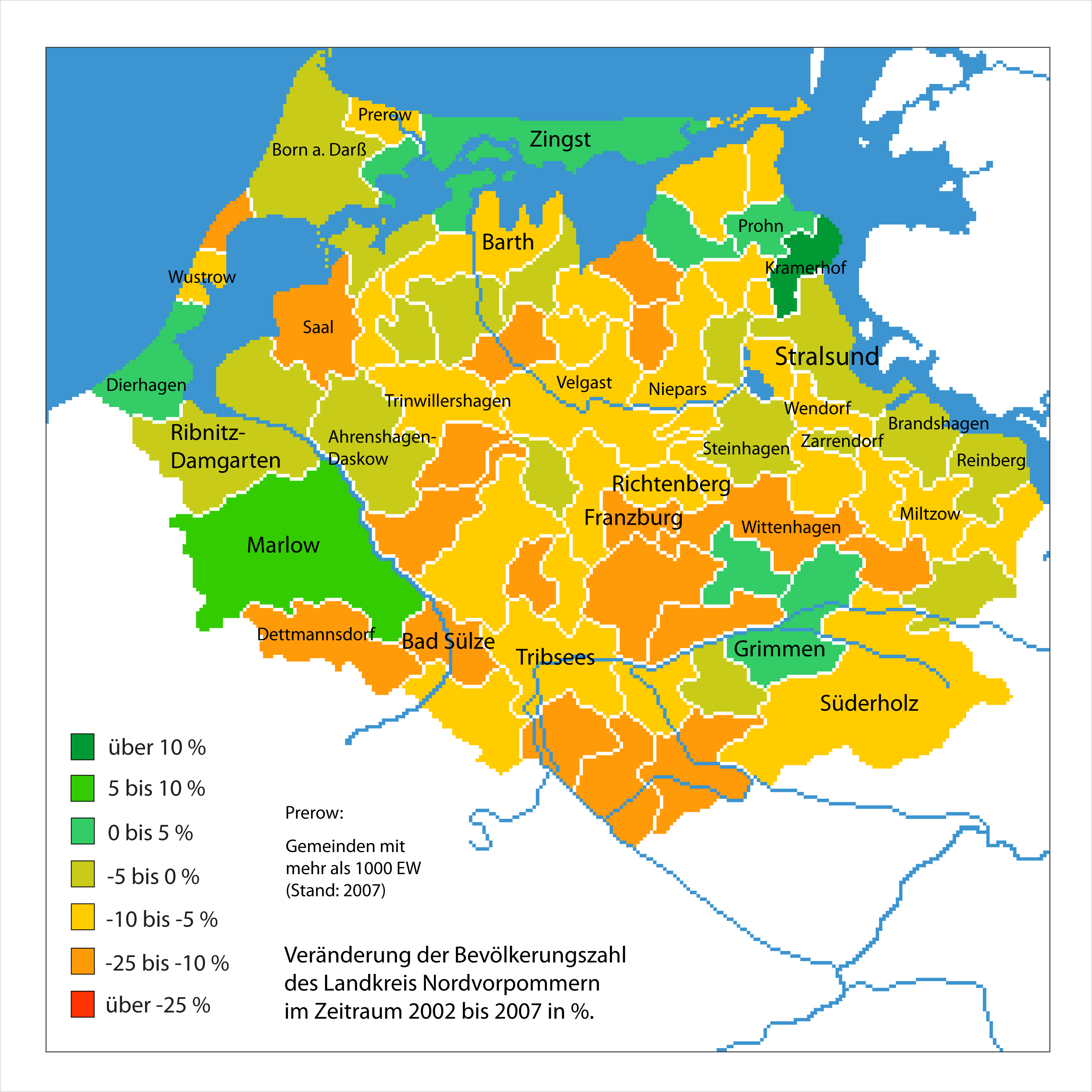
Bevölkerungsveränderung in Nordvorpommern 2002 bis 2007

Ämter mit amtsangehörigen Gemeinden/Städten
| - 1. Amt Altenpleen (7120) 1. Altenpleen * (934) 2. Groß Mohrdorf (816) 3. Klausdorf (637) 4. Kramerhof (1800) 5. Preetz (966) 6. Prohn (1967) - 2. Amt Barth (15.682) 1. Bartelshagen II b. Barth (415) 2. Barth, Stadt * (8733) 3. Divitz-Spoldershagen (491) 4. Fuhlendorf (922) 5. Karnin (223) 6. Kenz-Küstrow (530) 7. Löbnitz (642) 8. Lüdershagen (576) 9. Pruchten (715) 10. Saal (1182) 11. Trinwillershagen (1253) - 3. Amt Darß/Fischland (6987) 1. Ahrenshoop (713) 2. Born a. Darß * (1120) 3. Dierhagen (1570) 4. Prerow (1615) 5. Wieck a. Darß (760) 6. Wustrow (1209) | - 4. Amt Franzburg-Richtenberg (8161) 1. Franzburg, Stadt * (1446) 2. Glewitz (560) 3. Gremersdorf-Buchholz (709) 4. Millienhagen-Oebelitz (358) 5. Papenhagen (591) 6. Richtenberg, Stadt (1350) 7. Splietsdorf (512) 8. Velgast (1854) 9. Weitenhagen (245) 10. Wendisch Baggendorf (536) - 5. Amt Miltzow (7342) 1. Elmenhorst (724) 2. Sundhagen (5409) 3. Wittenhagen (1209) - 6. Amt Niepars (9740) 1. Groß Kordshagen (352) 2. Jakobsdorf (511) 3. Kummerow (331) 4. Lüssow (890) 5. Neu Bartelshagen (353) 6. Niepars * (1891) 7. Pantelitz (740) 8. Steinhagen (2623) 9. Wendorf (990) 10. Zarrendorf (1059) | - 7. Amt Recknitz-Trebeltal (8950) 1. Bad Sülze, Stadt (1689) 2. Dettmannsdorf (1037) 3. Deyelsdorf (521) 4. Drechow (229) 5. Eixen (797) 6. Grammendorf (602) 7. Gransebieth (629) 8. Hugoldsdorf (139) 9. Lindholz (677) 10. Tribsees, Stadt * (2630) - 8. Amt Ribnitz-Damgarten (19.192) 1. Ahrenshagen-Daskow (2058) 2. Ribnitz-Damgarten, Stadt * (16.038) 3. Schlemmin (Vorpommern) (310) 4. Semlow (786) |

* Sitz der Amtsverwaltung

## Gebietsänderungen
In den Jahren seit 1994 fanden im Gebiet des Landkreises Nordvorpommern wie im gesamten Bundesland Mecklenburg-Vorpommern umfangreiche Gebietsänderungen statt.
Aus den ursprünglich zwölf Ämtern wurden nach Abschluss der Gebietsreform am 1. Januar 2005 acht Ämter. Die Städte Barth und Ribnitz-Damgarten verloren ihre Amtsfreiheit. Die Anzahl der Gemeinden verringerte sich von 97 auf 70. Durch weitere Eingemeindungen im Verlauf des Jahres 2009 verringerte sich die Zahl der Gemeinden auf 64.

### Ämterauflösungen, Ämterfusionen
- Auflösung des Amtes Süderholz (31. Dezember 1998) – Neubildung der Gemeinde Süderholz
- Auflösung des Amtes Kronskamp – Eingliederung der Gemeinde Papenhagen in das Amt Franzburg-Richtenberg, der Gemeinden Elmenhorst und Wittenhagen in das Amt Miltzow sowie der Gemeinde Zarrendorf in das Amt Niepars (1. Januar 2004)
- Fusion der Ämter Bad Sülze, Trebeltal und Tribsees zum neuen Amt Recknitz-Trebeltal (15. Februar 2004)
  - Wechsel der Gemeinden Glewitz, Splietsdorf und Wendisch Baggendorf aus dem ehemaligen Amt Trebeltal in das Amt Franzburg-Richtenberg (15. Februar 2004)
- Fusion des Amtes Barth-Land mit der bisher amtsfreien Stadt Barth zum neuen Amt Barth (1. Januar 2005)
- Fusion des Amtes Ahrenshagen mit der bisher amtsfreien Stadt Ribnitz-Damgarten zum neuen Amt Ribnitz-Damgarten (1. Januar 2005)
  - Wechsel der Gemeinde Trinwillershagen aus dem ehemaligen Amt Ahrenshagen in das Amt Barth (1. Januar 2005)

### Eingemeindungen, Gemeindeneubildungen
- Auflösung der Gemeinden Altenhagen und Schuenhagen – Eingemeindung nach Velgast (6. April 1994)
- Auflösung der Gemeinden Allerstorf, Bartelshagen I b. Ribnitz-D., Brünkendorf, Carlsruhe, Gresenhorst und Kuhlrade – Eingemeindung nach Marlow (1. Januar 1999)
- Auflösung der Gemeinden Bartmannshagen, Griebenow, Kandelin, Klevenow, Neuendorf, Poggendorf und Rakow – Neubildung der amtsfreien Gemeinde Süderholz (1. Januar 1999)
- Auflösung der Gemeinden Kavelsdorf und Ravenhorst – Eingemeindung nach Eixen (13. Juni 1999)
- Auflösung der Gemeinde Siemersdorf – Eingemeindung nach Tribsees (13. Juni 1999)
- Auflösung der Gemeinden Divitz und Spoldershagen – Neubildung der Gemeinde Divitz-Spoldershagen (13. Juni 1999)
- Auflösung der Gemeinden Buchholz und Gremersdorf – Neubildung der Gemeinde Gremersdorf-Buchholz (13. Juni 1999)
- Auflösung der Gemeinden Millienhagen und Oebelitz – Neubildung der Gemeinde Millienhagen-Oebelitz (13. Juni 1999)
- Auflösung der Gemeinden Kenz und Küstrow – Neubildung der Gemeinde Kenz-Küstrow (31. Dezember 1999)
- Auflösung der Gemeinde Dudendorf – Eingemeindung nach Dettmannsdorf (1. Januar 2001)
- Auflösung der Gemeinden Ahrenshagen und Daskow – Neubildung der Gemeinde Ahrenshagen-Daskow (1. Januar 2001)
- Auflösung der Gemeinde Stoltenhagen – Eingemeindung nach Grimmen (1. Januar 2004)
- Auflösung der Gemeinde Schulenberg – Eingemeindung nach Marlow (15. Februar 2004)
- Auflösung der Gemeinden Böhlendorf, Breesen und Langsdorf – Neubildung der Gemeinde Lindholz (13. Juni 2004)
- Auflösung der Gemeinden Behnkendorf, Brandshagen, Horst, Kirchdorf, Miltzow, Reinberg und Wilmshagen – Neubildung der Gemeinde Sundhagen (7. Juni 2009)

## Kfz-Kennzeichen
Am 12. Juni 1994 wurde dem Landkreis das Unterscheidungszeichen NVP zugewiesen. Es wird im Landkreis Vorpommern-Rügen mit Ausnahme der Stadt Stralsund durchgängig bis heute ausgegeben.